# NHK番組発掘プロジェクト
NHK番組発掘プロジェクト（エヌエイチケイ ばんぐみはっくつプロジェクト）は、2013年（平成25年）4月1日に立ち上げられた日本放送協会（NHK）のプロジェクト。テレビ放送開始から1980年代初めにかけてNHKが放送したものの、現在保存されていないテレビ・ラジオ・BSの番組を、番組関係者や視聴者に呼び掛けて探し出し、NHKアーカイブスに保存していくことを目的とする。発掘された番組は再放送、イベント上映、番組ライブラリーで公開されている。

## 概説
テレビ黎明期から1981年3月頃までに使用されていた放送用テープは、当時1本100万円する輸入品の2インチVTRで、非常に高価なものだった。そのため、上書きして再利用せざるを得ず、当時の映像がほとんど残されていない。
局側およびプロジェクト側の公表によれば、番組の保存を体系的に始めたのは1インチVTRを導入した1981年度からであるが、実際は1981年以降の保存がないものもあり、総合テレビは1983年度まで、教育テレビは1990年頃までNHKアーカイブスに残っていない番組が多い。そのため、実際は1984年4月1日以前の総合テレビ、1980年代末までの教育テレビ番組、1993年以前の衛星放送番組、1990年代までのラジオ音源も捜索されているほか、同時にその時代に撮影されたプライベートフィルムも募集している。
映像機器が一般家庭にまだ普及していなかったころ、番組関係者が自分がかかわった番組を見るために、当時高額だった録画機器を購入していたことで、のちの発掘につながった例もある。たとえば、アナウンサーの宮田輝は1965年に1/2オープンリールのビデオデッキを購入し、『ふるさとの歌まつり』をはじめとする自分の出演番組を録画してきた。のちに宮田夫妻が録画した映像はNHKに寄贈され、「宮田輝ライブラリー」としてNHKアーカイブの一つとなった。
他方、教育機関は早い段階から視聴覚機材を導入していることが多く、授業で用いたり、教師たちが自分で学ぶためにビデオを保管していた。具体的には「手元の実習教材が実際の現場で使われているものよりも型が古いため、最新の技術の情報を得るにはテレビが一番だった」（北海道小樽水産高校）や、「自分の勤務先が研究授業の対象に選ばれたことがきっかけで番組の録画・録音を始めた」（桐生市立商業高校元教員・安部直広）といった理由である。
これ以外にも、一般視聴者が大量のビデオテープを提供した例もあった。
映像・音声の復元は番組に寄り切りで、『蜃気楼博士』のように全話そろった例もあれば、カラー放送の普及度合いに関係なく電波状況や録画機材の都合により白黒で映像が残っていた例もあった。また、提供されたテープ類に詳細が記されていない場合は分析や試写が求められる。
1934年のラグビー日本代表の試合映像や、1964年東京オリンピックの聖火リレーの映像といったスポーツ関連の映像や、1933年にラジオで放送された東京府知事・香坂昌康による演説を収録したアルマイト盤レコードといった歴史的なもの、さらには江戸川乱歩が撮影した映像といったホームビデオや、「海鷹丸 南極記」といった未公開映像が見つかった例もあった。
2017年12月1日には、発掘プロジェクトのサイトをリニューアルし、発掘重点番組に保存率表示を追加した。
2019年4月27日には、月末の最終土曜日のお昼頃に、発掘されたラジオ音源等をお届けする『発掘!ラジオアーカイブス』が放送され、ラジオで放送され、プロジェクトサイト内で、ラジオ番組の情報提供も行われた。

## 番組
アニメーションと実写を組み合わせた作品については、割合によって振り分ける。
『おかあさんといっしょ』のように複数のミニコーナーで構成されている場合は、総合的なジャンルで判断する。
『みんなのうた』関連映像についてはみんなのうた発掘プロジェクト楽曲一覧を参照。
また、少年ドラマシリーズについては少年ドラマシリーズ#作品一覧も参照。

### 情報番組
| 番組名               | 放送時期        | 保存なしの回 | 主な提供者・備考 |
| -------------------- | --------------- | ------------ | --- |
| ウルトラアイ         | 1978年 - 1986年 | - 「寒さ」   | - 小高千絵 - 山川静夫 |
| 奥さんごいっしょに   | 1974年 - 1980年 |              | |
| おはよう広場         | 1980年 - 1984年 |              | |
| 科学の話題           | 1958年-1960年   |              | 1960年3月25日から全6回にわたって放送された「テレビジョン」のうち、第2回から4回までのフィルムが放送博物館で見つかった。                        |
| こんにちは奥さん     | 1966年 - 1974年 |              | |
| 週刊テレビジョッキー | 1963年 - 1964年 | 全放送分     | 元々はラジオ番組で、1956年以降はテレビとの同時放送へ移行した。                                                                                |
| テレビ気象台         | 1981年 - 1985年 |              | プロジェクト発足前の2011年には初期に放送された回が見つかっていた他、2016年4月22日には1983年4月15日放送分が見つかった                          |
| みんなの科学         | 1963年 - 1980年 |              | 1966年以降に放送された30回分が見つかったほか、視聴者からも1977年3月に放送された回の映像が提供された。                                         |
| 四つの目             | 1966年 - 1972年 |              | NHKにおいては「ウグイス」（1967年3月30日放送）のみ現存していたが、2021年9月に個人から寄贈された3000本のビデオテープの中から31話分が見つかった |
| 600 こちら情報部     | 1978年 - 1984年 |              | - 鹿野浩四郎（5回分） - 田畑彦右衛門 - 矢口高雄                                                                                               |

### ドラマ
| 番組名                          | 放送時期        | 保存なしの回                   | 主な提供者・備考 |
| ------------------------------- | --------------- | ------------------------------ | --- |
| 藍より青く                      | 1972年 - 1973年 | 第2話以降 （最終話は一部現存） | NHKでは全話分の映像が現存していなかったが、出演者の大和田伸也より第1話の映像が提供されたほか、主題歌歌唱者の本田路津子から提供されたビデオテープにも最終回の映像の一部が見つかった。 |
| 赤サギ                          | 1978年          |                                | 2025年に出演者の桃井かおりからUマチックテープが提供された。 |
| 赤ひげ                          | 1972年 - 1973年 |                                | プロジェクト発足前の時点では、日本国外での受賞歴があった第19話「ひとり」のみ現存していたが、その後出演者の仁科亜季子から第1回を含む1/2オープンリール2本分が提供されたほか、一般視聴者から5話分のオープンリールをダビングしたDVDが提供された。 以降も瑳川哲朗（第36回のカラー映像を記録したUマチックテープ）を含む複数人から映像の提供があった。 |
| 暁はただ銀色                    | 1973年          | 全6話                          | |
| 赤穂浪士                        | 1964年          |                                | 2014年7月時点ではNHK側に1回分の映像しか現存していなかった。 |
| 明日への追跡                    | 1976年          |                                | 2014年11月時点で全12回のうち、第1回、第9回、最終回が現存（一般視聴者から提供） |
| あすをつげる鐘                  | 1961年-1963年   |                                | 脚本担当者の横田弘行の家族より、「一休さん」（1962年）の映像が提供された |
| あひるの学校                    | 1968年 - 1969年 |                                | |
| あほんだれ一代                  | 1971年          |                                | 『男は度胸』の最終回のビデオの消え残りから発見された。 |
| あまくちからくち                | 1971年 - 1972年 |                                | |
| 歩く〜ある行商人                | 1960年          |                                | 演出家の和田勉の家族からフィルムが提供された。 |
| 遺族                            | 1961年          | -                              | NHKアーカイブスのデータベースには未登録だったが、2013年にアーカイブスの保管庫から16ミリフィルムが発見された。 |
| いちばん星                      | 1977年          |                                | 出演者である柳生博から映像が提供された。 |
| 宇宙人ピピ                      | 1965年-1966年   |                                | 共同制作者のひとりである小松左京の公式ウェブサイト（2014年時点）によると、全52話中第37話と38話のみ現存という。 |
| 海をわたって                    | 1979年          | -                              | 出演者のひとりである風間杜夫から2度にわたりビデオテープが提供された（ただし、第7話は末尾４分が欠落） |
| 悦ちゃん                        | 1974年          |                                | NHKには全12話の映像が残っていなかったが、出演者の服部真由美より第7話から最終回の映像が提供されたほか、第1話から第6話のビデオの所在が判明した。 |
| おていちゃん                    | 1978年          |                                | 当初は第1回と第156回（最終回）のみ現存していたが、2015年春の時点では全156回中10回分がNHKアーカイブスにおさめられた。 さらにその後、一般視聴者からの提供を含む複数の回が見つかった |
| 男は度胸                        | 1970年 - 1971年 |                                | 浜畑賢吉(第1回のモノクロ映像および第35回の台本）、番組プロデューサー（最終回、カラー） |
| おはようさん                    | 1975年 - 1976年 |                                | 2015年春の時点で、全150回中NHKには4本のみが現存していた |
| 開化探偵帳                      | 1968年 - 1969年 |                                | |
| 快傑黒頭巾                      | 1976年          |                                | 番組出演者である水野哲からテープが提供された。 |
| 花神                            | 1977年          |                                | 2013年には早稲田大学演劇博物館から第24回と第39回のUマチックテープが寄贈された また、2015年には小千谷市役所の職員が録画した映像が見つかった 以降も2021年9月の個人寄贈分から総集編が見つかったほか、2022年には料理研究家・楊萬里の出演回の映像が親族から提供された。また、2023年には一般視聴者から最終回を録画したビデオが見つかった。 |
| 家族日記                        | 1979年          |                                | 出演者のひとりである河原崎建三から第6～9話のビデオテープが提供された |
| 勝海舟                          | 1974年          |                                | プロジェクト開始時点では3話分しか現存していなかったが、出演者のひとりである藤岡弘、から自身が出演した4話分のテープが寄贈された また、埼玉県吉見町教育委員会の施設からも第6話と第7話のオープンリールテープが見つかった。 |
| 風見鶏                          | 1977年 - 1978年 |                                | 2015年春の時点で、第153回の所在が不明となっていたが、のちに主演を務めた新井晴みによって第153回、そして最終回（冒頭欠落あり）が提供された。 |
| 草燃える                        | 1979年          | -                              | 2007年に番組関係者から12話分のテープがNHKに提供されたほか、出演者の家族からも2話分が寄贈され、2009年に「時代劇専門チャンネル」で再放送が行われた。再放送後も一般視聴者や番組関係者から映像が寄せられ、全51話分が揃った。NHKではラジオ番組の募集をFM放送40周年時に実施したことはあるが、テレビ番組映像の提供を呼びかけたのはこれが初めてである。 |
| 国盗り物語                      | 1973年          |                                | 2014年7月時点ではNHK側にまったく映像が残っていなかった。 2015年10月、俳優の杉良太郎から、全51話の内、第37回と第38回の2回分が寄贈された。 |
| 黄色い涙                        | 1974年          |                                | |
| 北の家族                        | 1973年 - 1974年 |                                | |
| 霧の視界                        | 1975年          | -                              | 出演者の石田信之によって全20回が寄贈された。 |
| 銀座わが町                      | 1973年 - 1974年 |                                | 第1話の映像が番組関係者から提供された。 |
| 鞍馬天狗                        | 1969年 - 1970年 |                                | 出演者のひとりである瑳川哲朗により、「江戸騒がせ」、その一～その三までの3回分の1/2オープンリールテープが提供された。 |
| ケンチとすみれ                  | 1967年 - 1968年 |                                | - 仁科亜季子 |
| 元禄太平記                      | 1975年          | 11話分 （2019年12月時点）      | 2019年12月、出演者のひとりである三善英史の自宅から41話分のUマチックテープが見つかったほか、出演者の岡田茉莉子からも映像の一部が提供されている。 |
| こども劇場 宵まつり             | 1963年          |                                | 演出担当者の辰巳嘉則からキネコフィルムが提供された |
| この光は消えず からくり儀右衛門 | 1960年          |                                | 脚本担当者の横田弘行の家族から映像が提供された |
| 幸福駅周辺                      | 1978年          | -                              | 脚本家の山田太一の提供により、全10話分の映像データがそろった。 |
| 歳月                            | 1971年          |                                | 出演者の山本陽子から、フィルムをダビングしたVHSテープが提供された。 |
| 三姉妹                          | 1967年          |                                | 2014年7月時点ではNHK側に1回分の映像しか現存していなかった。 |
| 三四郎                          | 1961年          |                                | 番組関係者の親族から映像が提供された。 |
| 巣立つ日まで                    | 1976年          |                                | プロジェクト開始時点では台本および資料写真のみの現存だったが、2016年7月に一般視聴者から第14話から最終回までを録画したテープが提供された。 |
| 太閤記                          | 1965年          |                                | 2014年7月時点ではNHK側に1回分の映像しか現存していなかった。プロジェクト発足後、番組関係者から撮影現場を収録したフィルムが提供された。 |
| 白い峠                          | 1977年          |                                | 出演者のひとりである佐山泰三から全20話分のビデオテープが提供された。 |
| 蜃気楼博士                      | 1978年          |                                | 出演者の吉川淨によって全12回が寄贈された |
| 真実の物語                      | 1963年          |                                | 演出家の和田勉の家族からフィルムが提供された |
| 新・平家物語                    | 1972年          |                                | 2016年4月の時点で第46話と最終回（視聴者提供）のみ現存 |
| 赤外音楽                        | 1975年          | 全6話                          | |
| ぜんまい仕掛けの柱時計          | 1972年          |                                | |
| 続タイム・トラベラー            | 1972年          | 全5話                          | |
| その町を消せ!                   | 1976年          | 第2回 (2014年11月時点)         | |
| その人は今…                     | 1976年 - 1977年 |                                | - 仁科 |
| タイム・トラベラー              | 1972年          |                                | 一般視聴者から最終回を録画したテープが寄贈された |
| 中学生日記                      | 1972年 - 2012年 |                                | |
| 天下御免                        | 1971年 - 1972年 |                                | 山口崇（第1回と最終回） |
| 天下堂々                        | 1973年 - 1974年 |                                | プロジェクト発足前の時点では短い映像が2種類現存しているのみだったが、2014年に第36回をすべて記録したオープンリールが見つかった。 また、俳優の村野武範からも第22話と第30話のオープンリールをダビングしたVHSテープが寄贈された |
| 天と地と                        | 1969年          |                                | 2014年7月時点ではNHK側に1回分の映像しか現存していなかった。 |
| 年の始めの                      | 1979年1月5日    | -                              | 脚本を担当した倉本聰より映像が提供された。 |
| 夏草の輝き                      | 1977年          |                                | - 山田太一 |
| 鳴門秘帖                        | 1977年 - 1978年 |                                | プロジェクト発足時点では第1話と最終回のみが現存していたが、13回分がアーカイブに登録されたほか、一般視聴者からも映像が提供された。そして、2020年には別の視聴者から全話分のテープが寄贈された。 |
| 虹                              | 1970年 - 1971年 |                                | |
| 楡家の人びと                    | 1972年          |                                | |
| 白鳥の歌なんか聞こえない        | 1972年          |                                | |
| 走れ玩具                        | 1969年          |                                | 出演者のひとりである村野武範からオープンリールが提供された |
| 鳩子の海                        | 1974年 - 1975年 |                                | 主人公の母・時子役で出演していた小林千登勢の夫・山本耕一から第311回の映像が提供された |
| 花の生涯                        | 1963年          |                                | 2017年ごろ、出演者の久米明より編集前のフィルム映像が提供された。 |
| 早筆右三郎                      | 1978年          |                                | 出演者のひとりである森田順平より、第15話を録画したビデオテープが提供されたほか、別の番組関係者からも第23話の映像が提供された |
| 春の坂道                        | 1971年          |                                | 2016年4月時点で、NHKには最終回の映像のみ現存。 |
| 火の国に                        | 1976年 - 1977年 |                                | 2015年春の時点で、全154回中NHKには8本のみが現存していた |
| 火の路                          | 1976年          |                                | NHKには第1話のみが現存していたが、2021年に演出担当者の清水満から最終回の映像が提供された |
| ふりむくな鶴吉                  | 1974年 - 1975年 |                                | 一般視聴者からの提供に加え、楽曲を手掛けた樋口康雄から8話分のビデオテープが提供されたほか、ゲスト出演者の山本耕一からも最終回の映像が提供された。また、ゲスト出演者である石田信之が所有していたUマチックテープの消え残りからも第3話の終盤の映像が見つかった。 |
| 文五捕物絵図                    | 1967年 - 1968年 |                                | NHK内部からキネコ映像が見つかった。 |
| まぼろしのペンフレンド          | 1974年          | 全9話                          | |
| 繭子ひとり                      | 1971年 - 1972年 |                                | 2015年11月、出演者のひとりである杉良太郎から第125回 （1971年8月27日放送/終盤8分弱）のテープが提供された。また、『男は度胸』の最終回のビデオの消え残りからも発見された。 |
| 水色の時                        | 1975年          |                                | 2015年春の時点で、全156回中、NHKには11本のみが現存していた。 のちに一般視聴者から映像が提供された。 |
| 源義経                          | 1966年          |                                | 2014年7月時点ではNHK側に3回分の映像しか現存していなかった。 |
| 樅ノ木は残った                  | 1970年          | 第29回                         | 2011年春、宮城県柴田町の郷土資料館から、全52回のうち、第29話を除く51回分がモノクロ映像で提供された。 |
| 夜の仲間                        | 1959年          |                                | 演出家・和田勉の親族から映像が提供された。 |
| 約束                            | 1961年          |                                | 演出家の和田勉の家族からフィルムが提供された |
| 夕ばえ作戦                      | 1974年          | 全6話                          | |
| 竜馬がゆく                      | 1968年          |                                | 2014年7月時点ではNHK側に1回分の映像しか現存していなかった。 |
| 若い季節                        | 1961年 - 1964年 |                                | 生放送という性質上、宣材写真や新番組紹介のキネコ映像のみが現存していた。2021年ごろ、脚本を手掛けた小野田勇の家族から、全183話中163話および放送回不明の10話分の脚本が提供された。 |
| わが町の歌                      | 1961年          |                                | エピソードのうち、「埋立地」のフィルムが、演出を担当した和田勉の家族から提供された |
| わたしは海                      | 1978年 - 1979年 |                                | |
| 悪い奴                          | 1961年          |                                | 演出家の和田勉の家族からフィルムが提供された |
| ワンダーくんの初夢宇宙旅行      | 1969年          | -                              | アニメと実写を合成した手塚治虫の実験作品である。当初は映像フィルムのみが見つかったため、2015年に「特別編」を制作するにあたっては、ワンダーくんの声を担当した声優の三輪勝恵らによる新録音声が用いられ、特集番組『金曜eye「幻の名作 発掘大作戦!〜あなたの“見たい”がよみがえる」』（以下：『幻の名作 発掘大作戦!』）の中で放送された。『幻の名作 発掘大作戦!』放送後の2016年、特別版の制作にかかわっていた杉山卓の自宅から音声が含まれた「完全版」が見つかった。 |

### 音楽
| 番組名                   | 放送時期                        | 保存なしの回                      | 主な提供者・備考 |
| ------------------------ | ------------------------------- | --------------------------------- | --- |
| あなたのメロディー       | 1963年 - 1985年                 |                                   | 複数の番組出演者から自身が出演した回の映像が提供されている。 |
| 歌のグランド・ショー     | 1964年 - 1968年 1976年 - 1977年 |                                   | 2014年8月の時点で、NHKにおいては1968年4月25日放送分と1977年11月16日放送分のみ現存していたが、司会を務めていた山川静夫より1976年版の第1回のビデオテープが提供されたほか、番組出演者である灰田勝彦の家族からも本人出演分（1976年放送）が提供された。                                                    |
| 歌のゴールデンステージ   | 1973年 - 1975年                 |                                   | 灰田勝彦の家族から本人出演分（1973年）が提供された |
| 歌のメリーゴーラウンド   | 1964年 - 1968年                 |                                   | 2014年8月の時点で、NHKにおいては第157回のみ現存していた。 |
| 歌はともだち             | 1968年 - 1978年                 |                                   | プロジェクト発足前の時点では10回分ほど現存していたが、司会者である田中星児（37回分）と三波豊和より映像が提供された。 |
| NHKのど自慢              | 1970年 -                        |                                   | 2021年時点で1983年以前の映像のほとんどが現存しておらず、番組出場経験者から1977年の地方大会（青森県八戸市）および1978年の全国大会を録画した映像が提供された。 |
| おしゃべりオーケストラ   | 1974年 - 1975年                 |                                   | - 視聴者提供 |
| お楽しみファミリーホール |                                 |                                   | 司会経験者の三波豊和より1978年12月放送分の映像が提供された |
| 思い出のメロディー       | 1969年 - 2019年                 |                                   | 8月に生放送される歌番組で、「夏の紅白歌合戦」の別名があった。宮田輝の妻・惠美から約30回分が提供された。 |
| おんがく特急列車         | 1961年4月 - 9月                 | 全放送分                          | |
| 音楽の花ひらく           | 1967年                          |                                   | 2014年8月の時点で、1967年4月19日放送分のみ現存。 |
| 音楽の広場               | 1976年 - 1984年                 |                                   | 2014年8月の時点のNHKにおいては、1982年以前の回が現存していない。 |
| きらめくリズム           | 1950年ごろ？-1954年             | 全放送分 （うちテレビ放送は13回） | 元々はシンフォニックジャズなどを扱ったラジオ番組だが、少しずつ内容を変える中で1954年1月から4月まではテレビとの同時放送を行っていた。 |
| きらめくリズム           | 1974年 - 1978年                 |                                   | インストゥルメンタル音楽を題材とした番組で、2020年時点において、NHKにはテープ5本分のみ現存（いずれも提供分）。 |
| 紅白歌合戦               | 1953年 -                        |                                   | 1995年、宮田輝の妻・惠美から第16回 - 第20回、第22回の録画映像を提供。 |
| この人○○ショー           | 1982年 - 1986年                 |                                   | ダークダックスのマネージャーより、1985年7月ごろに横浜で行われた公開収録（未放送）のビデオテープが提供された |
| こよい歌えば             | 1963年                          |                                   | 出演者である田端義夫の所属事務所から田端出演回のキネコ映像が提供された |
| ステージ101              | 1970年 - 1974年                 |                                   | 番組関係者より、1970年1月24日放送分（モノクロ）および1972年5月28日放送分（カラー）の映像がそれぞれ提供されている。 また、番組の中心人物のひとりだった歌手の田中星児からも、1971年1月9日放送分（モノクロ）をはじめとする自身が出演した部分の映像が提供された。                                         |
| 世界の音楽               | 1968年 - 1974年                 |                                   | 司会を務めた立川澄人の家族から1970年3月3日放送分の映像が提供されたほか、一般視聴者より1969年4月23日放送分をはじめとする8本分の映像（部分録画含む）が提供された |
| 楽しいコーラス           | 1964年                          | 全放送分                          | |
| 花のステージ             | 1977年 - 1979年                 |                                   | 司会を務めていた山川より、1978年5月25日放送分の映像が提供された。 |
| 花の星座                 | 1956年 - 1962年                 | 全放送分                          | 元々はラジオ番組で、1956年以降はテレビとの同時放送へ移行した。 |
| ビッグショー             | 1974年 - 1979年                 |                                   | 2014年8月時点で一部の回が見つかっている。 石原裕次郎が個人的に録画していた1975年9月7日放送分が見つかった。 また、田端義夫がゲストとして出演した回（1975年放送）の映像も田端の所属事務所からも提供された                                                                                               |
| ふるさとの歌まつり       | 1966年 - 1974年                 |                                   | プロジェクト発足前に宮田輝から30回分余りが提供された。 田端義夫がゲストとして出演した回（1967年放送）の映像も田端の所属事務所からも提供された |
| 三つの歌                 | 1952年 - 1956年                 |                                   | 宮田輝の妻・惠美から約30回分が提供された。 |
| ヤング歌の祭典           | 1975年 - 1979年                 |                                   | こどもの日に合わせて放送されていた歌番組で、1975年5月5日に放送された第1回が見つかった。 |
| 夜の指定席               | 1978年 - 1984年                 |                                   | 特番である「魅惑のファンタジー」出演者のうち、サーカス（1979年放送分）や、岩崎宏美（1980年以降に出演した回）から映像が提供された。 「魅惑のファンタジー」のうち、NHKにおいては2020年の時点で八千草薫が司会を務めた回のうち4本、松坂慶子が司会を務めた回のうち18本が現存している（前述の提供分含む）。 |
| リズムにのって           | 1954年 - 1967年                 |                                   | |
| レッツゴーヤング         | 1974年 - 1986年                 | - 1974年〜1976年                  | 2017年12月にパイロット版が発掘された |
| 若さとリズム             | 1965年 - 1966年                 |                                   | プロジェクト発足前の時点では第1回のみ現存していたが、日本大学芸術学部にある2インチビデオテープVTRを修復したことがきっかけで、第5回の映像が見つかった。 |
| ワンマンショー           | 1973年 - 1974年                 |                                   | 2014年8月の時点では最終回のみ現存。 番組に出演していた東京ロマンチカの鶴岡雅義から、出演回（1973年放送）の映像が提供された。 |

### バラエティー
| 番組名                              | 放送時期        | 保存なしの回               | 主な提供者・備考 |
| ----------------------------------- | --------------- | -------------------------- | --- |
| お国自慢にしひがし                  | 1974年 - 1978年 |                            | 広島県庄原市の口和郷土資料館より、庄原市で公開収録された回（1977年9月19日）が寄贈された。 |
| お笑いオンステージ                  | 1972年 - 1982年 | - 1970年代の放送分が少ない | 2014年9月時点のNHKにおいては、1976年5月30日放送分より前の映像は現存していなかったが、出演者である三波伸介が録画した映像が、息子である2代目によって提供されたほか、木ノ葉のこや柳生博ら他の出演者からも映像が提供された。 |
| お笑い三人組                        | 1956年 - 1966年 |                            | プロジェクト発足時点ではシリーズ3期目の2本のみ現存していたが、神戸映画資料館から第1期にあたる1957年10月8日放送分が見つかった。                                                                                           |
| ゲーム ホントにホント?              | 1975年 - 1981年 |                            | 2014年9月時点においては見つかった分を含めて8回分しかNHKに現存していなかった。 |
| ジェスチャー                        | 1953年 - 1968年 |                            | 2014年9月時点で、NHKには3回分しか現存していなかった。 |
| シャープさん・フラットさん          | 1962年 - 1970年 | 全放送分 （2014年9月時点） | |
| 新春歌舞伎バラエティ 月も朧悪童合戦 | 1964年          |                            | |
| スタジオ怪獣記                      | 1971年          |                            | 恐竜を主題とした正月特番で、NHKの番組のパロディも多数含まれている。2021年に個人から寄贈された大量のビデオテープの中から映像が見つかった。                                                                                |
| それは私です                        | 1960年 - 1968年 |                            | 2014年9月時点で、NHKには2回分しか現存していなかった。 |
| 脱線問答                            | 1978年 - 1984年 |                            | ゲスト出演者のひとりである木ノ葉のこから数回分が提供された。 |
| バラエティー世界史漫遊              | 1975年          | 全放送分                   | 一部の回の台本が演出担当者より提供された。 |
| ばらえてい テレビファソラシド       | 1979年 - 1982年 |                            | 武蔵野大学・能楽資料センターにて、狂言師・和泉元秀がゲスト出演した回が見つかった。また、ABC朝日放送の元社員である澤田隆治から研究用に録画していたビデオテープ20本分が寄贈された。                                        |
| ひるのプレゼント                    | 1970年 - 1991年 | - 1970年代の回の大半       | - 山川静夫 - ペギー葉山（1982年放送分） - 三波豊和 - 矢口高雄 - ミヤコ蝶々記念館（1974年2月7日放送分） - 木の葉のこ(1980年放送分) - 澤田隆治（ビデオテープ50本分）                                                       |
| 連想ゲーム                          | 1969年 - 1991年 | - 1970年代の保存が少ない   | 2014年9月の時点では、1979年3月28日放送分より前の映像がNHKには現存していなかったが、回答者として出演したことのある複数人から映像が提供された。 また、番組視聴者からも、第5回のビデオテープが提供された。                  |
| 私の秘密                            | 1955年 - 1967年 |                            | 2014年9月時点で、NHKには4回分しか現存していなかった。 |

### アニメ／人形劇
| 番組名                                  | 放送時期        | 保存なしの回                    | 主な提供者・備考 |
| --------------------------------------- | --------------- | ------------------------------- | --- |
| 新しい動画 3つのはなし                  | 1960年          |                                 | NHKによる初のアニメ作品で、中村メイコがナレーション兼進行役として参加している。長らくNHKアーカイブに未登録だったが、2013年に映像が見つかった。 |
| アニメーション紀行 マルコ・ポーロの冒険 | 1979年          |                                 | プロジェクト開始時点では第1話と最終回のみがNHKに残っていたが、NHKのフィルム現像やリストアに携わる企業にてネガフィルム等が見つかった。この企業には日本語音声データが残存していなかったため、番組関係者や一般視聴者の寄贈により、43話中13話分のビデオテープ（欠落あり）がそろった。 その後、当時のスタッフや視聴者からの提供により、2021年に全43回分の放送用素材がそろい、2025年にはリマスター版の放送を実現した。 |
| かじ屋のビック                          | 1960年          |                                 | 2015年6月時点で第12回のみ現存 |
| 空中都市008                             | 1969年 - 1970年 |                                 | 2020年時点では1本分しかNHKに残っていない。 |
| 黒姫ものがたり                          | 1968年1月2日    | -                               | 2020年ごろ、人形操演者の鈴木友子から映像が提供された |
| 真田十勇士                              | 1975年 - 1977年 |                                 | |
| 新八犬伝                                | 1973年 - 1975年 |                                 | プロジェクト開始時点において、全464回のうち、映像がすべて現存している回は第1回、20回、86回、最終回の4本のみ。 ナレーターを務めた坂本九の所属事務所・マナセプロダクションから一部映像の提供を受け、2022年2月に『発掘! ラジオアーカイブス』にてラジオドラマとして放送された。 |
| 長くつ下のピッピ                        | 1966年          | 第1話および第3話の音声          | 正月特番として三が日に放送された。操演を担当した人形劇団クラルテからフィルムが提供された。映像のフィルムは良好だった一方、音声フィルムの劣化が激しく、再生できたのは第2話のみだった。 |
| ネコジャラ市の11人                      | 1970年 - 1973年 |                                 | プロジェクト発足前の時点ではNHK側に本編映像が残っていなかったが、2015年6月に番組の演出担当者から初期のオープニング映像（音声無し）が提供され、NHKに残っていた音源と組み合わせる形で復元した。4年後の2019年には人形劇部分が発掘された。 |
| ひょっこりひょうたん島                  | 1964年 - 1969年 |                                 | 2017年9月に、宮城県立図書館から、キャラクターが登場するコマーシャル映像を収録したフィルムが提供された。 |
| 笛吹童子                                | 1977年 - 1978年 |                                 | - プロジェクト発足前の時点では第1回と最終回しかNHKになかったが、人形躁者の伊東万里子より終盤13話分が提供された |
| プリンプリン物語                        | 1979年 - 1982年 | - 第265回                       | - 当初は全656回のうち第1回と第443回以降のみ現存していたが、視聴者への呼びかけにより映像の大半が集まったものの、ごく一部の回を除き劣化していた。2012年には人形制作者の友永詔三から312回分の映像が提供された。その4年後の2016年には人形操演者の伊東万里子（初期25話分）と番組プロデューサーである中谷正尚の妻（120話分）がそれぞれ提供された。また、2017年3月にはルチ将軍らを演じていた神谷明から、未保存の22回の内合計19回分が提供されたほか、2018年5月には一般視聴者から2回分の映像が提供され、残り1回分となった。 - なお、一部、冒頭・末尾欠落回が5回分ある |
| 紅孔雀                                  | 1978年 - 1979年 | 第82回、第174回                 | 当初は第1話と最終回のみNHKに現存していたが、2011年に視聴者から第219回の映像を提供された。 2016年には人形操演者の伊東万里子（10回分）や番組プロデューサーである中谷正尚の妻（93回分）の映像が提供されたほか、中谷の遺品から第1回から第90回（第82回除く）までのテープが見つかった |
| プルルくん                              | 1973年 - 1976年 | すべての本編映像 （2020年時点） | 2003年6月28日に飯田市の人形館にて見つかった『はたらくおじさん』の1974年放送の回にて、『プルルくん』の撮影現場が収録されている |
| 雪の女王                                | 1975年          |                                 | 2015年6月の時点で、英語の音声に吹き替えられた映像が見つかっている |

### ドキュメンタリー／教養
| 番組名             | 放送時期                          | 保存なしの回             | 主な提供者・備考 |
| ------------------ | --------------------------------- | ------------------------ | --- |
| 70年代われらの世界 | 1970年 - 1975年                   |                          | 松下幸之助ライブラリーから本人が出演した1975年11月27日放送分が提供された。                                                        |
| 明るい農村         | 1963年 - 1985年                   |                          | 漫画家・矢口高雄より、自身の故郷である秋田県増田町を扱った「わが村わが故郷 劇画の中の出稼ぎ村」という回のビデオテープが提供された |
| 黄金のいす         | 1956年 - 1959年度 1964年 - 1965年 |                          | ゲスト出演者である田端義夫の事務所から、彼の出演した回（1964年放送）の映像が提供された                                            |
| カメラリポート     |                                   |                          | 武田人形座を取り上げた回（1971年10月1日放送）が2023年に発見された                                                                 |
| 漁業新時代         | 1982年－1984年                    |                          | 2014年10月、北海道小樽水産高校から、録画したビデオテープが提供された。                                                            |
| 昭和回顧録         | 1978年 - 1981年                   |                          | |
| スポットライト     | 1972年 - 1978年                   |                          | 番組関係者から1回分の映像が提供されたほか、笹尾局之の家族からも彼がゲスト出演した最終回が提供された。                             |
| 日曜美術館         | 1976年 -                          |                          | |
| 日本史探訪         | 1970年 - 1976年                   |                          | |
| 歴史への招待       | 1978年 - 1984年                   | 1978年から1979年の放送分 | 2021年に一般視聴者から寄贈されたテープ類から216回分が見つかった                                                                   |
| レンズはさぐる     | 1972年 - 1978年                   |                          | NHKにおいては視聴者から提供された1回分のみ現存していたが、2017年ごろに司会者・早野凡平の家族から57回分の映像が提供された。        |

### 趣味／教育
| 番組名                  | 放送時期        | 保存なしの回                            | 主な提供者・備考 |
| ----------------------- | --------------- | --------------------------------------- | --- |
| 明るいなかま            | 1962年 - 1986年 |                                         | |
| おかあさんといっしょ    | 1959年 -        |                                         | うたのお兄さんとして出演していた高橋元太郎や、番組に出演していた子どもの親族から映像が提供された。 2018年6月には、1974年放送の「おかあさんといっしょ」の人形劇である、「うごけぼくのえ」が発掘された また、俳優の田島令子と演出家の渡邊治美の家族からは「おはなしこんにちは」の映像が提供された。 |
| きょうの料理            | 1957年 -        |                                         | 出演者である柳原敏雄がビデオテープ31本分、楊萬里の出演回18回分が、それぞれ本人の家族により提供された。 |
| 高校生の広場            | 1963年-83年     |                                         | 広島県庄原市にある郷土資料館からデビュー前の原田真二が出演している回が見つかった。 |
| 筝のおけいこ            | 1982年、1983年  |                                         | 宮城道雄記念館より、1982年版、1983年版から合わせて33回分が提供された。 |
| こどもの時間            |                 |                                         | コーナーの一つである「おとうさんの手品」のうち1962年に放送された回が2014年12月に発掘された。 |
| 趣味講座 カメラ技法入門 |                 |                                         | 司会を務めた水沢アキから映像が提供された。 |
| 趣味の手帳              |                 |                                         | 宮田輝の妻・惠美から約30回分が提供された。 |
| できるかな              | 1970年 - 1990年 | 1970年代放送分の大半 （特に1975年以前） | 一般視聴者から1972年に放送されたある回が提供されたほか、マスコットのゴン太くんのデザイナーである枝常弘からも1976年から81年にかけて放送された31回分のカラー映像が提供された |
| なにぬねノート          | 1982年          |                                         | 番組出演者であるみなみらんぼうから映像が提供された。 |
| はたらくおじさん        | 1961年 - 1982年 |                                         | 2003年6月28日、飯田市の人形館にて、人形劇『プルルくん』に参加した竹田人形座の仕事様子を撮影した回（1974年放送）が見つかった。 |
| ピアノのおけいこ        | 1962年 - 1983年 |                                         | 講師として出演した井内澄子より、1973年から74年放送分のうち約80回が提供された。 |
| みんななかよし          | 1962年 - 1987年 |                                         | |
| 理科教室                |                 |                                         | 埼玉大学教育学部附属小学校から1978年以降の放送分を録画したテープが寄贈された。また、「理科教室 小学6年生」の司会者・角田元良からも同番組56回分のテープが提供された。 |
| 若い広場                | 1969年 - 1982年 |                                         | 複数の回が見つかっている |
| 若者たちはいま          | 1974年 - 1978年 |                                         | |

### ラジオ番組
| 番組名                        | 放送時期     | 主な提供者・備考                                                                                           |
| ----------------------------- | ------------ | --- |
| マンガミュージカル ブンとフン | 1969年1月2日 | 井上ひさし書き下ろしのラジオドラマで、正月特番『新春子ども劇場』にて放送された。2015年9月、2021年1月再放送 |
| 銀河鉄道999                   | 1978年       | 同名漫画を原作とするラジオドラマ。2021年9月発掘                                                            |

### その他番組名が明言されていない例
- 2007年、BSで九代目松本幸四郎[注 18]が出演した1974年放送の『ビッグショー』が再放送された。
- 2009年4月、八王子市在住の視聴者から石川さゆり出演番組[注 19]10本を提供。

## NHKによる関連番組
2014年5月18日に放送された『NHKとっておきサンデー』で、本プロジェクトが紹介され、2014年11月14日には関東地域限定で放送されている『ひるまえ ほっと』内で、プロジェクトで発掘された番組を月1回に紹介するコーナー「発掘!お宝番組」が開設された。
2022年3月には、川口のNHKアーカイブスで「発掘プロジェクト」10周年を記念したイベントが行われた
。
2023年2月4日に放送された『TV70年! 蔵出し映像まつり』では、NHKアーカイブスが舞台で六角精児と井上咲楽が「NHK番組発掘プロジェクト」に関わる職員の設定で登場し、プロジェクトの詳しい内容が紹介された。
2023年4月5日から、1925年のラジオ仮放送開局から100周年を迎える2025年に向けて、これまで残してきた映像・音声資産の再構築と価値還元を目指す為に、アーカイブ番組の強化策の一環として、発掘映像も含めたNHKアーカイブスに保存されている映像素材を取り上げた『天然素材NHK』が放送され、5日後の4月9日から、同じくアーカイブスに保存されている音源素材を取り上げた『伊集院光の百年ラヂオ』が放送されている。